# Île Maurice (Vernon)
Ne doit pas être confondu avec Île Maurice.
L'île Maurice est une ancienne île sur la Seine, en France, appartenant administrativement à Vernon, en Normandie.
Elle fut arasée dans les années 50 pour améliorer la navigation sur le fleuve.
Cependant l'IGN l'indique encore sur certaines cartes, la confondant avec l'Île du Talus, abusivement désignée « île Maurice ».